# Одеський музей «Степова Україна»

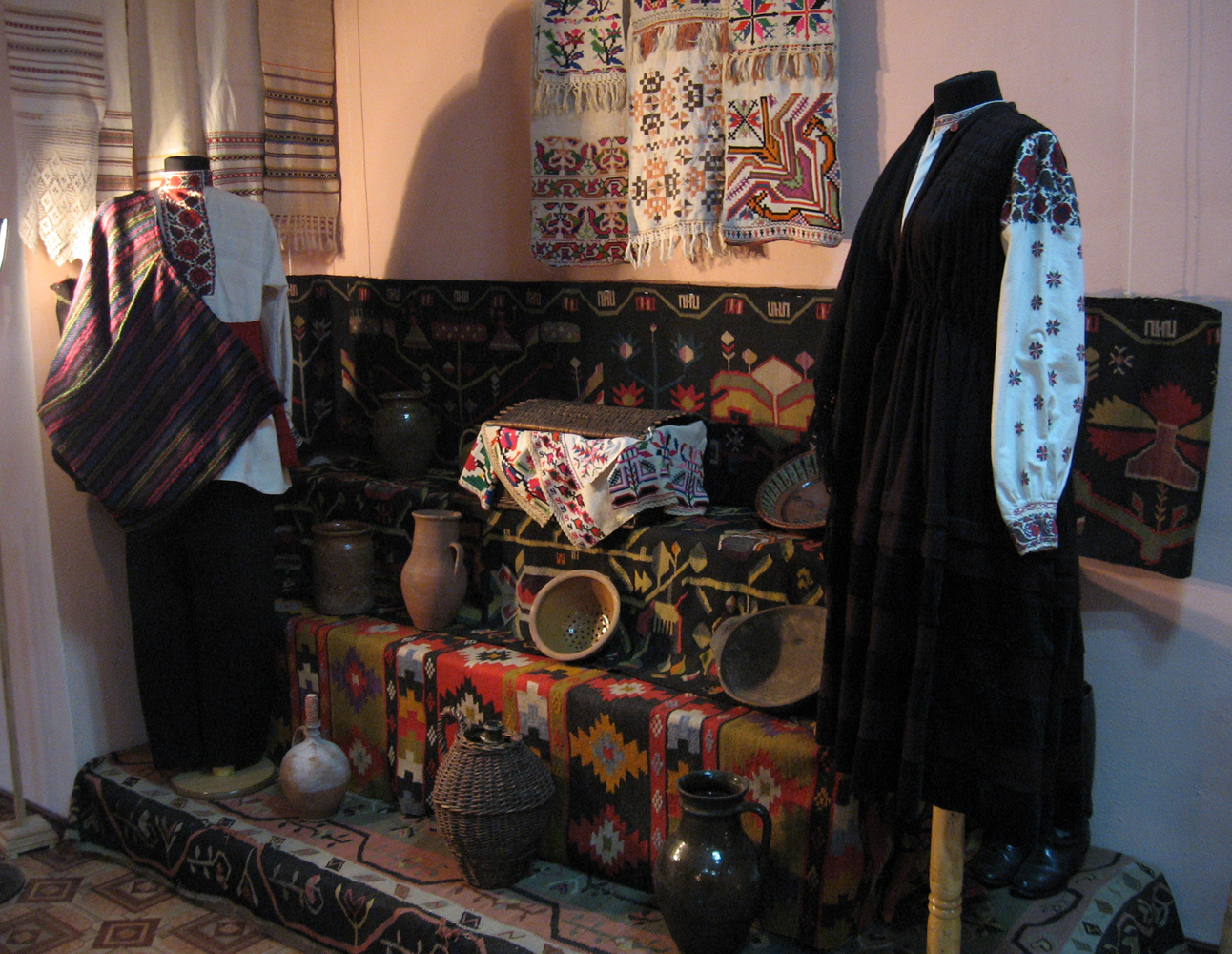
Молдавська експозиція музею

Одеський музей «Степова Україна» — експозиція Одеського історико-краєзнавчого музею. Розташований у  приміщенні будинку за адресою вул. Ланжеронівська, 24а.
Створений у грудні 1927 р. з метою збирання етнографічного матеріалу степової України, вивчення побуту народів, які були жителями степового краю, популяризації історії і культури українського народу. Музей одержав назву «Степова Україна», моделлю для нього послужив етнографічний відділ Російського музею в Ленінграді (нині м. Санкт-Петербург). Базою для створення музею послужили колекції, зібрані дослідниками й аматорами історії 19 — поч. 20 ст., краєзнавцями 1920–30-х pp.
Члени етнографо-лінгвістичної секції під керівництвом Р.Волкова займалися збиранням матеріалів із діалектології, фольклору й матеріальної культури, складанням етнографо-діалектологічної карти Херсонщини, Катеринославщини, Бессарабії, Криму та Кубані, які визначалися як степова Україна. Підготовчі роботи з організації закладу почалися 1922, коли Комітет з охорони пам'яток мистецтва і старовини порушив питання про заснування в Одесі Українського етнографічного музею. 1924 на засіданні малої колегії Одеської губернської політпросвіти було вирішено відкрити його не пізніше 1 лютого 1925. На засіданні Одеської окружної комісії у справах українізації у вересні 1926 було прийнято резолюцію про активізацію етнографічної діяльності та поповнення колекцій Одеського музею. Вони стали поповнюватися експонатами Одеського археологічного музею й Одеського природно-історичного музею, предметами релігійного культу зі Свято-Успенського собору та матеріалами виставки, присвяченої Т.Шевченку, підготовленої в Державній українській бібліотеці, постановчим реквізитом із Всеукраїнського фотокіноуправління (Одеса).
Через кілька років після відкриття музейне зібрання налічувало до 2 тис. одиниць зберігання: колекції вишивок, рушників, килимів, кераміки, писанок, фотографій, малюнків. Великий комплекс експонатів (до 250 одиниць зберігання) відображав історію укр. професійного театру. Експозиція музею «Степова Україна» представляла матеріальну та духовну культуру українців, молдован, болгар і німецьких колоністів. Тут були характерні болгарські фартухи та пояси зі смугастим і геометричним малюнком, бессарабські килими з букетами на чорному тлі й український малюнок, що відображає рослинний світ, об'ємні експонати: старовинні прядки, ткацький верстат, селянський плуг, саморобні меблі, «мамаї» (див. «Козак Мамай») і живописні портрети гетьманів. Матеріали з цієї тематики дарували директор Держ. укр. бібліотеки Б. Комаров, артисти Одес. держ. театру драми Ю. Шумський і Л. Мацієвська, професори Р. Потапенко, І. Перван. Музей збирав матеріали із загальної історії Пд. України — документи, креслення, фотографії, образотворчі полотна, тому швидко став одним із найважливіших культурних центрів регіону, місцем методичної підготовки працівників народної освіти.
У 1931 р. влада піддала краєзнавчі музеї критиці, закидаючи їхнім працівникам те, що «вони від самого початку існування прийняли від колишніх „загальнонародних музеїв“ погані традиції минулого народництва, етнографічності та аполітичності, і до сьогодні нема будь-якого політичного настрою в цих музеях, вони ідеологічно безхребетні». Того ж року музей «Степова Україна» припинив існування.
В умовах розвитку незалежної української суверенної держави, спираючись на результати історико-етнографічних експедицій, архівні документи та досвід створення виставкових варіантів експозицій, співробітники Одеського історико-краєзнавчого музею висунули 2003 ідею відтворення на основі колекцій свого музею власне етнографічного музею як центру вивчення й відродження історико-культурних традицій Українського Причорномор'я. 2006 останньому повернуто назву «Степова Україна», він є відділом Одеського історико-краєзнавчого музею.